# Xincun (köpinghuvudort i Kina, Hainan Sheng, lat 18,42, long 109,96)
Xincun är en köpinghuvudort i Kina. Den ligger i provinsen Hainan, i den södra delen av landet, omkring 190 kilometer söder om provinshuvudstaden Haikou. Antalet invånare är 26 574. Befolkningen består av 12 788 kvinnor och 13 786 män. Barn under 15 år utgör 19,0 %, vuxna 15-64 år 72 %, och äldre över 65 år 7,0 %.
Närmaste större samhälle är Yingzhou, 12,1 km väster om Xincun. 
Genomsnittlig årsnederbörd är 2 321 millimeter. Den regnigaste månaden är oktober, med i genomsnitt 357 mm nederbörd, och den torraste är januari, med 23 mm nederbörd.